# Селезньово (Мокроусовський округ)
Селезньо́во (рос. Селезнёво) — присілок у складі Мокроусовського округу Курганської області, Росія.
Населення — 2 особи (2010, 1 у 2002).
Національний склад станом на 2002 рік:
- росіяни — 100 %